# Barania Przełęcz
Barania Przełęcz (słow. Baranie sedlo, niem. Grünseejoch, Téryjoch, węg. Zöld-tavi-hágó, Téry-horhos) – położona na wysokości 2389 lub 2393 m n.p.m., ostro wcięta przełęcz, znajdująca się pomiędzy masywami Spiskiej Grzędy i Baranich Rogów w słowackich Tatrach Wysokich.

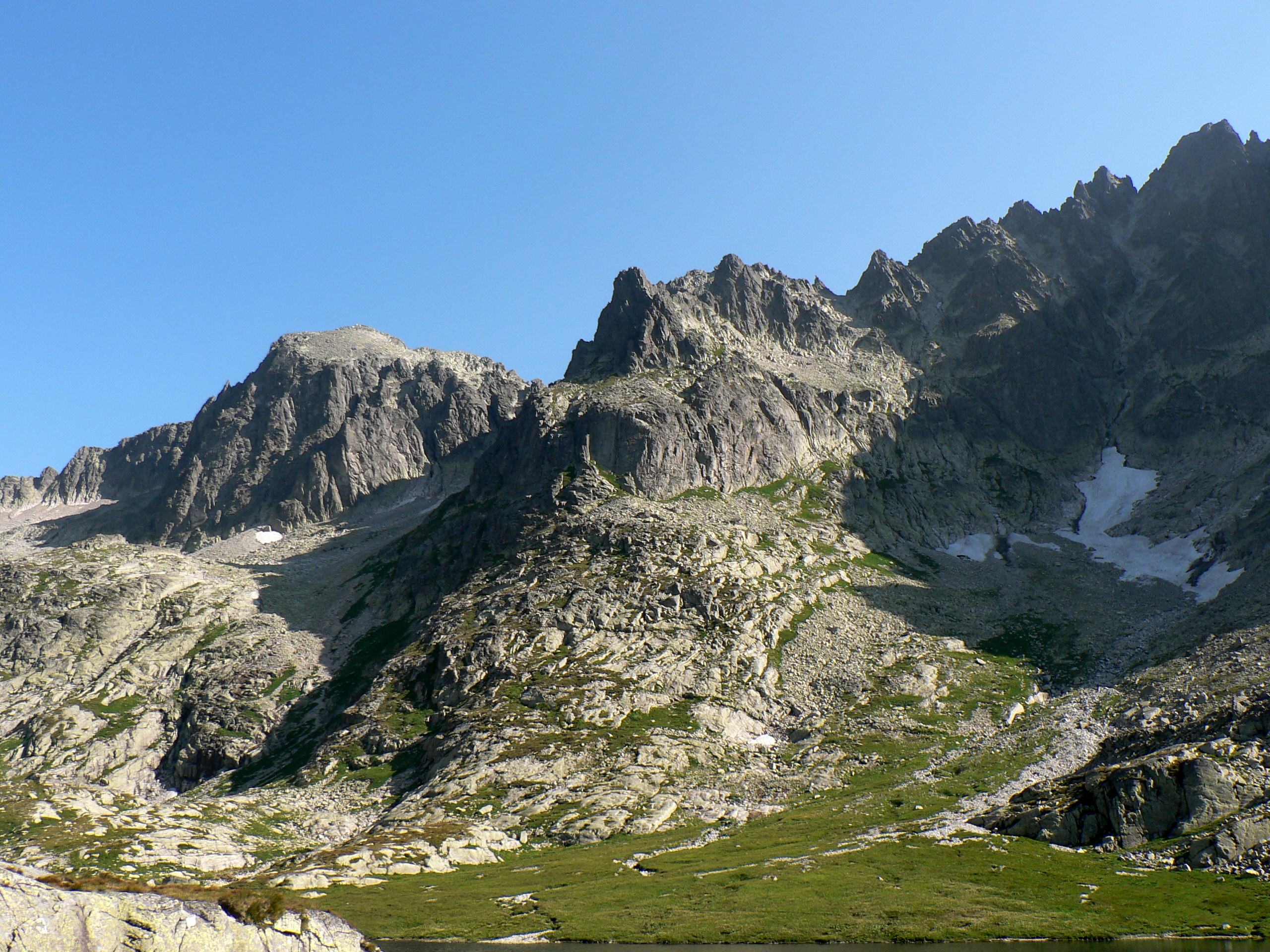
Barania Przełęcz widziana spod Schroniska Téryego

Przełęcz stanowi najniższy punkt długiej bocznej grani na odcinku od Baranich Rogów do Łomnicy. Pomiędzy przełęczą a wierzchołkiem Spiskiej Grzędy położone jest jeszcze drugie, mniej wybitne wcięcie – Spiski Przechód.
Bezpośrednio powyżej Baraniej Przełęczy (na północny zachód) wznosi się skalisty garb zwany Baranim Mnichem, który stanowi jeden z wielu drugorzędnych obiektów znajdujących się w masywie Baranich Rogów.
Polska i słowacka nazwa pochodzą od sąsiedniego masywu Baranich Rogów. Nazewnictwo węgierskie i niemieckie odnosi się do Zielonego Stawu Kieżmarskiego i do pierwszego zdobywcy pobliskiego Durnego Szczytu, Ödöna Téryego.
Widok z przełęczy jest stosunkowo ograniczony, jednak interesujący. Przełęcz ta była wykorzystywana przez koziarzy do poruszania się pomiędzy Doliną Kieżmarską a Doliną Małej Zimnej Wody. Przez jej siodło prowadzi najpopularniejsza droga na Baranie Rogi. Droga ta nie jest znakowana, jednak znajdują się przy niej 130-metrowe łańcuchy po stronie Doliny Dzikiej.

## Historia
Pierwsze wejścia turystyczne:
- Józef Stolarczyk, ks. Ambroży Reformat, Wojciech Gąsienica Kościelny, Wojciech Ślimak, Szymon Tatar starszy i Jędrzej Wala starszy, ok. 17 września 1867 r. – letnie,
- Imre Barcza, Johann Breuer junior i Paul Spitzkopf junior, 26 grudnia 1906 r. – zimowe[3].